# Reinhold Gustaf Grevillius
Reinhold Gustaf Grevillius, född 23 september 1751 i Films socken, död 30 oktober 1828 i Västra Stenby socken, han var en svensk kyrkoherde i Västra Stenby församling.

## Biografi
Reinhold Gustaf Grevillius föddes 23 september 1751 på Österby bruk i Films socken. Han var son till kyrkoherden Daniel Grevillius och Anna Lucia de Charliére i Hovs socken. Grevillius blev hösterminen 1773 student vid Uppsala universitet, Uppsala och prästvigdes 15 maj 1779 till huspredikant på Hovgården. Han tog 30 april 1796 pastoralexamen och blev 3 april 1799 komminister i Appuna församling, Hovs pastorat, tillträde 1800. Grevillius blev 28 april 1819 kyrkoherde i Västra Stenby församling, med tillträde 1820. Han avled 30 oktober 1828 i Västra Stenby socken.

### Familj
Grevillius gifte sig 27 augusti 1799 med Elisabeth Charlotta Yckenberg (1774–1841). Hon var dotter till kyrkoherde Nils Johan Yckenberg i Rappestads socken.